# Патрік Юїнг
Патрік Алоїзіус Юїнг (англ. Patrick Aloysius Ewing; народився 5 серпня 1962 року в Кінгстоні, Ямайка) — американський професійний баскетболіст і тренер, який виступав у Національній баскетбольній асоціації. Грав на позиції центрового. В даний час є головним тренером в університетській команді «Джорджтаун Хойяс». Член Баскетбольного Залу слави.

## Біографія
Уродженець столиці Ямайки — Кінгстона, Патрік Юїнг у віці 13 років разом з батьками переїхав до США. Поступово в Джорджтаунський університет міста Вашингтон, Юінг дебютував в баскетбольній команді університету «Хойяс» в сезоні-тисяча дев'ятсот вісімдесят одна / 82. З «Хойяс» Юінг за 4 роки тричі виходив у фінал турнірів NCAA (національної спортивної асоціації коледжів). У 1984 році в складі олімпійської збірної США Юінг став олімпійським чемпіоном Лос-Анджелеса.
У 1985 році НБА заснувала новий порядок розподілу драфт-піків, щоб виключити повторення минулорічної ситуації, коли «Х'юстон Рокетс» спеціально програвав матчі, щоб роздобути на драфті Хакіма Оладжувон. В результаті драфта 1985 року Юінг опинився в «Нью-Йорк Нікс» і, незважаючи на травми, став «найкращим новачком сезону».
У складі «Нікс» Юїнг провів 15 сезонів, зібравши персональні титули — 11 разів був включений до збірної зірок НБА, кілька разів потрапляв до символічних збірних за підсумками сезону. У 1996 році НБА опублікувала список 50-ти кращих баскетболістів за 50-річну історію асоціації, в який був включений Юінг.
Найбільш близькі до чемпіонського титулу «Нікс» були в сезоні-1993/94 (перший сезон НБА без Джордана). Обігравши «Чикаго Буллз» в півфіналі і «Індіану» в фіналі східної конференції, нью-йоркці у фінальній серії були повалені «Ракетами» Хакіма Оладжувон, за підсумками 7-матчевого протистояння. Ведені Юїнгом нью-йоркці знову вийшли в фінал НБА в 1999 році, де поступилися з рахунком 4-1 команді з Сан-Антоніо, в якій виблискували центрові Девід Робінсон і Тім Данкан.
У 1992 році в Барселоні в складі американської «дрім-тім» Юінг завоював золоту олімпійську медаль вдруге. В Барселону, крім Юінга, приїхали Ларрі Берд, Меджик Джонсон, Чарльз Барклі, Кріс Маллін, Клайд Дрекслер, Джон Стоктон, Майкл Джордан. У всіх 8 проведених матчах американці незмінно набирали більше ста очок. Збірна Литви в півфіналі була розбита з рахунком 127: 76, Хорватія в фіналі — 117: 85. 10 гравців з «команди-мрії» включені в список 50 найбільших гравців в історії НБА.
У 1999 році Юінг став 10-м гравцем в історії НБА, якому підкорився рубіж 22 000 очок і 10 000 підбирань.
У 2000 році «Нікс» влаштували грандіозну купівлю-продаж, в якій були задіяні 8 гравців і кілька драфт-піків. В результаті цієї угоди (яку згодом багато вважатимуть причиною затяжної кризи нью-йоркського клубу) Юінг опинився в «Сіетл Суперсонікс». Рік по тому Патрік перейшов в «Орландо Меджик», і у вересні 2002 року оголосив про закінчення кар'єри. Через кілька місяців його 33-й номер був вилучений з обігу.
Після закінчення кар'єри гравця Юінг працював асистентом головного тренера спочатку в «Вашингтон Візардс», «Х'юстон Рокетс», «Орландо Меджик» і «Шарлотт Хорнетс». З березня 2017 року працює головним тренером «Джорджтаун Хойяс».
У 2008 році Юїнг був включений в баскетбольний Зал слави.
Син Патріка Юінга, Патрік Юінг-молодший, був обраний на драфті НБА 2008 року в другому раунді під номером 43 «Сакраменто Кінгз». Юінг-молодший має зріст 204 см, грає на позиції легкого форварда. Навчався, як і батько, в Джорджтаунському університеті. Після закінчення навчання виступав за клуби Ліги розвитку НБА і за океаном.

## Досягнення та нагороди
- Новачок року НБА (1986)
- Перша збірна новачків НБА (1986)
- Перша збірна всіх зірок НБА (1990)
- Друга збірна всіх зірок НБА (1988, 89, 91, 92, 93, 97)
- Друга збірна всіх зірок захисту НБА (1988, 89, 92)
- Учасник 11-ти матчів всіх зірок НБА
- Один з 50-ти найбільших гравців НБА (1996)
- 2-кратний Олімпійський чемпіон (1984, 1992)
- Найвидатніший гравець баскетбольного турніру NCAA (англ. Most Outstanding Player) (1984)
- Гравець року серед студентських команд (1985)
- Номер 33 виведений з обігу «Нью-Йорк Нікс»
- Обраний в баскетбольний зал слави (2008).